# Agrypon contractum
Agrypon contractum är en stekelart som beskrevs av Dasch 1984. Agrypon contractum ingår i släktet Agrypon och familjen brokparasitsteklar. Inga underarter finns listade i Catalogue of Life.